# Rob du Mée
Rob(bie) du Mée (Amsterdam, 28 maart 1935 – aldaar, 7 januari 2003) was een Nederlands filmregisseur en -producent, die de Nederlandse film nieuwe impulsen wist te geven. Zijn vader Anton Pieter du Mée was de oprichter van het Amsterdamse filmtheater Rialto.
Du Mée studeerde eerst geschiedenis en sociologie. Vervolgens studeerde hij aan de Filmacademie waar hij Frans Weisz en zijn latere vrouw Corinne van Moorselaar leerde kennen. Hij debuteerde als producent met De Verloedering van de Swieps (1967), geregisseerd door Erik Terpstra, naar de gelijknamige roman van Heere Heeresma. Du Mée was ook producent van de films Het compromis (1968), Monsieur Hawarden (1969) en De baby in de boom (1969). In de film Paranoia (1967) speelt hij een bijrol.
De films Naakt over de schutting, De inbreker (1972), The Family (1973), Mariken van Nieumeghen (1974) en Rooie Sien (1975), waarvoor hij tevens het scenario schreef en de hoofdrollen castte, bereikten een groot publiek. Zijn productiemaatschappij Parkfilm ging in 1975 failliet aan de film Heb medelij, Jet!.
Du Mée was verder onder meer programmeur van Studio K en schrijver van filmkritieken en essays in Vrij Nederland en Skoop. Van dat laatste blad was hij een aantal jaren hoofdredacteur. Hij schreef onder andere essays over de film noir, Paul Schrader, Federico Fellini en Billy Wilder. Verder is hij enige tijd gastdocent geweest aan de Universiteit Leiden.
- Digitale Bibliotheek voor de Nederlandse Letteren: mee_003
- International Standard Name Identifier: 0000 0000 2769 1463
- Library of Congress Control Number: n87923896
- Nederlandse Thesaurus van Auteursnamen: 074470124
- Virtual International Authority File: 72925226
- WorldCat: E39PBJbCTH4XF7tkhYvVPRGfv3